# Gastrotheca griswoldi
Gastrotheca griswoldi ist eine Art der Froschlurche aus der Gattung der Beutelfrösche (Gastrotheca) in der Familie Hemiphractidae, der in einem kleinen Gebiet der peruanischen Anden heimisch ist. Das Artepitheton griswoldi ehrt John Augustus Griswold, Jr., Expeditionsteilnehmer, Ornithologe und Vogel Kurator des Philadelphia Zoo.

## Merkmale
Die Männchen erreichen eine Kopf-Rumpf-Länge von 40 mm, die Weibchen von 43,5 mm. Der Unterschenkel ist etwa so lang wie der Fuß und kürzer als die Hälfte der Kopf-Rumpf-Länge. Der Kopf ist etwas breiter als lang aber nicht so breit wie der Körper. Die Schnauze ist von oben und im Profil gesehen stumpf abgerundet, ein blasser Lippenstreifen ist gewöhnlich zu sehen. Zwischen den Augen verläuft ein dunkles Band, das mit der Zeichnung des Rückens verbunden ist. Fortsätze über den Augen fehlen. Das Tympanum (Membran des Hörorgans) ist rund, die Entfernung vom Auge entspricht dem Durchmesser des Tympanum. Der Annulus (Anulus tympanicus) ist glatt. Der erste Finger ist kürzer als der zweite, die Scheiben sind etwas breiter als die Finger oder Zehen. An den Fingern befindet sich keine Schwimmhaut. An den Zehen reicht die Schwimmhaut maximal bis zum drittletzten Subarticulartuberkel am vierten und bis zum vorletzten Subarticulartuberkel am fünften Zeh.
Der Rücken ist warzig, ohne Querleisten. Die Rückenfarbe ist grau, grün oder hellbraun mit dunklerer Zeichnung neben der Wirbelsäule. Die Flanken sind blasser als die dorsale Grundfarbe und tragen dunkle Flecken. Der Bauch ist cremefarben blassbraun mit dunklen Flecken. Nach Duellman und Ruiz-Carranza (1986) entwickelt sich die Färbung dieser Art ontogenetisch. Von 38 im Januar 1979 gesammelten juvenilen Tieren waren 16 Tiere bei einer Kopf-Rumpf-Länge von 14,8 bis 19,4 mm einheitlich grün, 22 mit einer Kopf-Rumpf-Länge von 17,5 bis 20,7 mm einheitlich braun oder grau. Die grünen Tiere waren deutlich kleiner, so dass nach den Autoren sich bei Jungtieren mit einer durchschnittlichen Kopf-Rumpf-Länge von 19 mm die Färbung von einheitlich grün nach einheitlich braun oder grau ändert. Die Zeichnung entwickelt sich später.

## Verbreitung
Gastrotheca griswoldi ist in der Region Nudo de Pasco (Pasco, Junín und Huánuco) im Zentralgebiet der peruanischen Anden in einer Höhe zwischen 3000 und 4020 Metern heimisch. Diese Frösche kommen zwar nur in einem begrenzten Gebiet von etwa 20.000 Quadratkilometern vor, innerhalb dieser abgelegenen Region jedoch recht verbreitet und ihr Vorkommen ist nicht gefährdet.

## Lebensraum und Lebensweise
Der Lebensraum von Gastrotheca griswoldi ist das trockene Puna Grasland. Darüber hinaus ist die Art auch auf traditionell landwirtschaftlich genutzten Flächen durchaus verbreitet. Am Tag findet man ihn häufig unter Steinen an feuchten Stellen. In den baumlosen, hohen Andenregionen bevorzugt die Art felsige Areale am Austritt von Quellen und Steinanhäufungen. In den hohen Lagen der Anden ist Gastrotheca griswoldi eine bodenbewohnende Art, in tieferen Lagen tritt sie auch teilweise auf Bäumen lebend (semi-arboreal) auf.
Aus den Eier entwickeln sich im Brutbeutel direkt Jungfrösche. Junge die die Metamorphose vermutlich gerade abgeschlossen hatten, wurden im Februar gefunden.